# Catachora minor
Catachora minor är en stekelart som beskrevs av Henry Keith Townes, Jr. 1973. Catachora minor ingår i släktet Catachora och familjen brokparasitsteklar. Inga underarter finns listade.